# Little Earthquakes
Little Earthquakes este primul album de studio al cântăreței americane Tori Amos.

## Tracklist
1. "Crucify" – 4:58
2. "Girl" – 4:06
3. "Silent All These Years" – 4:10
4. "Precious Things" – 4:26
5. "Winter" – 5:40
6. "Happy Phantom" – 3:12
7. "China" – 4:58
8. "Leather" – 3:12
9. "Mother" – 6:59
10. "Tear in Your Hand" – 4:38
11. "Me and a Gun" – 3:44
12. "Little Earthquakes" – 6:51